# Færøerne ved VM i svømning 2011
Færøerne konkurrerede ved VM i svømning 2011 i Shanghai, Kina mellem 16. og 31. juli 2011. 

## Svømning
Færøerne kvalificerede 1 svømmer.
Mænd
| Atlet       | Konkurrence    | Heats    | Heats | Semifinaler | Semifinaler | Finale   | Finale |
| Atlet       | Konkurrence    | Tid      | Rank  | Tid         | Rank        | Tid      | Rank   |
| ----------- | -------------- | -------- | ----- | ----------- | ----------- | -------- | ------ |
| Pál Joensen | 800m fri mænd  | 7:45.55  | 2 K   |             |             | 7:46.51  | 5      |
| Pál Joensen | 1500m fri mænd | 14:56.66 | 6 K   |             |             | 14:46.33 | 4      |